# 釣りバカ大将
『釣りバカ大将』（つりバカたいしょう）は、桜多吾作の釣りを主題とした漫画作品。小学館『月刊コロコロコミック』1980年10月号に特別読み切りが掲載され、同年12月号から1983年8月号まで、『別冊コロコロコミック』でも1981年5月号（創刊号）から1986年2月号まで、『小学四年生』でも1982年4月号から1984年3月号まで連載された。てんとう虫コミックスのレーベルで単行本化、全10巻。続編として『新釣りバカ大将』全5巻がある。

## 概要
本作は桜多吾作の代表的なヒット作として挙げられる作品である。当時の漫画界では1970年代に『巨人の星』などのスポ根物がヒットしており、その流れを受けた1980年頃の月刊コロコロコミックではスポーツをホビーに置き換えたようなジャンルとして『ゲームセンターあらし』が『ドラえもん』に並ぶような人気を博していた時期だった。本作はその流れを引き継いだ第二弾ポジションの作品となり好評を得て、続編の『新釣りバカ大将』を含め合計15巻におよぶ大作となった。桜多はもともと釣りが好きだったわけではなかったが、1970年代にテレビマガジンで『ホームラン・コング！』を連載していたときに担当編集が桜多の運動不足を心配して釣りに誘ったところ、桜多はこだわりが強く徹底的にのめり込む性格だったためにすっかり釣りにハマってしまい、やがて釣りを題材とした本作が誕生した。

## あらすじ
最高峰の釣り大会「釣りンピック」が開催された。優勝候補と言われた天才中学生・流竿次郎に競り勝って優勝したのは、まさかの小学生、その名も釣大将だった。流は最先端の高級な釣り道具を駆使した釣りを好むが、大将は昔ながらの安物の釣り道具と野性的なカン、そして次々に生み出す釣り技で勝利を重ねていく。釣りの世界で一気にその名を轟かせた大将は、その噂を聞いた世界チャンピオンの釣り男爵（フィッシング・バロン）にも呼び出されるなど、その後も行く先々で様々なライバルが大将の前に現れるようになり、釣り勝負を重ねていくのだった。

## 登場人物
釣 大将（つり たいしょう）
主人公。バーゲンで購入した安物の釣り道具を使用しているが、あの手この手でライバルたちを蹴散らしていく。回転して水を巻き上げながら釣り上げる「登り水竜の術」や、釣り糸に振動でエネルギーを与え続けることでサインカーブを描きながら遠くへ正確に飛ばす「ミチ糸バイブレーション」などの釣り技を持つ。実家の「釣家」は伝統的な釣りの名門家系であり、大将はその後継ぎに選ばれたこともある。かなりのデカチンの持ち主。
流 竿次郎（ながれ さおじろう）
「竿の魔術師」の異名を持つ、2枚目で金持ちのライバル。読み切り掲載の第1話で開催された「釣りンピック」に敵役として登場するが、大将に敗れる。その後も何度か大将と戦うが、翌年の「釣りンピック」において大将に敗れたあたりから大将と共闘するようになり、自分の船や機材などを大将に貸すようになる。なお、作中2回目の「釣りンピック」において「負けたら坊主頭になる」と人前で大見得を切ってしまったあげくに負けてしまい、約束通り坊主頭に。それ以降は特注のカツラをかぶっている。かなりのスケベである。
綾小路 姫子（あやのこうじ ひめこ）
美形でスタイル抜群の、流以上に金持ちのお嬢様。年齢は明記されていないが、大将と違って学校に縛られるような描写は無い。しかし世界ランク5位の肩書きを持ち、大将さえ満足にできない回転投法を操るなど、釣り師としての実力はかなりのもの。やはり大将と共闘するようになる。シルクハットに黒マント姿の兄は釣り男爵（フィッシング・バロン）と呼ばれるプロの釣り師であり、絶大な実力を誇る世界チャンピオンのひとり。

## 書誌情報
コミックパーク・コロコロコミックアーカイブズにて全10巻が2009年4月に復刊。『新・釣りバカ大将』全5巻も同年5月に復刊。その後、コミックパークは2022年9月20日に閉鎖。